# جيمي مولر
جيمي مولر (بالإنجليزية: Jamie Mueller)‏ هو لاعب كرة قدم أمريكية أمريكي، ولد في 4 أكتوبر 1964 في كليفلاند في الولايات المتحدة.

## وصلات خارجية
- جيمي مولر على موقع مرجع كرة القدم المحترفة.كوم (الإنجليزية)